# NGC 1654
NGC 1654 je galaksija u zviježđu Eridanu.

## Vanjske poveznice
- SEDS: NGC 1654